# Banu Suwayd
Les Banû Sûwayd (en arabe : بنو سويد) forment une tribu arabe de la branche hilalienne. Néanmoins, Ibn Jazi al-Gharnati et Ibn Khatib al-Tilmisani les attribuent aux Banu Makhzoum. Ils sont principalement présents en Algérie, en Libye et en Arabie Saoudite. Leur chef était Wanzammar Ibn Arif Ibn Yahia,,,.

## Origine
Les Banû Sûwayd sont une très ancienne tribu arabe de la branche  hilalienne descendante de Sûwayd Ibn Malik Ibn Zûghba Ibn Abi Rabiah Ibn Nahik Ibn Hilal (Hilal père fondateur des Banu Hilal),,. L'autre avis tel que celui de Ibn Jazi al-Gharnati et Ibn Khatib al-Tilmisani classe les Suwayd aux Banu Makhzoum. Originaires d'Arabie plus exactement de la région du Nejd, ils ont migré vers l'Afrique du Nord durant le milieu du 11e siècle. Il existe plusieurs fractions de cette tribu réparties en Algérie, Libye, Arabie saoudite, Égypte, Syrie, Irak et Maroc.

## Histoire
Les Banu Suwayd font partie des rares tribus qui ont immigré en Afrique du Nord. Au début du 15e siècle, la tribu arabe des Banû Sûwayd contrôlait un vaste territoire compris entre Tlemcen et l'Ouarsenis, Arzew et le Chott, leur transhumance d'hiver les entraînant loin à l'intérieur du Sahara[réf. à confirmer],[réf. à confirmer]. C'est de la région de Mostaganem, et plus exactement de la tribu des « Medjâher » (rameau des Banû Sûwayd) qu'était parti au siècle dernier le cheikh Senoussi pour fonder loin vers l'est, en Libye, la congrégation et le pouvoir qui se sont maintenus presque jusqu'à nos jours. Ils étaient alliés avec la grande tribu des Meknassas ainsi que celle des Zianides, Mazouna avait été donnée en fief aux émirs de la tribu des Banû Sûwayd, laquelle joua un rôle turbulent dans l'histoire du Maghreb. Les Arabes des Banu Suwayd ont mené l'une des plus grandes résistances  en Algérie contre l'Empire ottoman durant deux siècles avant d'être vaincus. Ils ont également lutté contre la colonisation française dans l'Ouest algérien. Au XVIe siècle, un émir du clan des Mahal issues des Suwayd, Hamida al-Abid va fonder un émirat ayant pour capitale la ville de Ténès, et s'étendant jusqu'à Mostaganem et Miliana. Ce dernier va opposer une résistance face aux Espagnols, puis va appeler Barberousse à résister avec lui. En 1517, voulant préserver leur émirat, les Suwayd se révoltent contre les Turcs, mais les arabes sont défaits et une alliance est signée à nouveau, les Suwayd gardant Ténès et reprirent leur coopération contre les Espagnols. Hamida al-Abid participera à la Campagne de Tlemcen de 1543 contre les Espagnols encore une fois, avec plus de 2 000 cavaliers Suwaydites, après la mort de Hamida, la région passa sous domination du Beylik.